# Uzina de Produse Speciale Dragomirești
Uzina de Produse Speciale (UPS) Dragomirești este o fabrică de armament din România, fondată în 1981, care funcționează ca filală a companiei Romarm.
Fabrica se află în comuna Dragomirești, județul Dâmbovița produce muniție de artilerie și bombe explozive.
Fabrica deține cele mai performante linii tehnologice din estul Europei.